# 西考德威爾 (新澤西州)
西考德威爾（英語：West Caldwell）是位於美國新澤西州艾塞克斯縣的一個鎮區。

## 地方資料
西考德威爾的面積為13.24平方千米，當中陸地面積為13.20平方千米，而水域面積為0.04平方千米。根據2020年美國人口普查的數據，當地共有人口11012人，而人口密度為每平方千米831.72人。